# Patrick Laidlaw
Patrick Playfair Laidlaw (1881 — 1940) foi um virologista britânico.
Foi um dos pesquisadores trabalhando no Medical Research Council em Mill Hill que primeiro isolou o orthomyxoviridae (vírus da gripe) de humanos.